# Пирмисашвили, Алексей Захарович
Алексей Захарович Пирмисашви́ли (1913—1986) — участник Великой Отечественной войны, старший лейтенант, Герой Советского Союза.

## Биография
Родился 7 января 1913 года (25 декабря 1912 по старому стилю) в селе Пирмисаани-Хеви ныне Душетского района Грузии в семье крестьянина. Грузин. Образование — 7 классов.
В Красной Армии с 1933 года. В 1937 году окончил Тбилисскую артиллерийскую школу. На фронте с августа 1942 года. В 1942 году стал членом ВКП(б).
В звании старшего лейтенанта командовал артиллерийским дивизионом 955-го артиллерийского полка (392-я стрелковая дивизия, 37-я армия, Закавказский фронт). Дивизион отличился в трудных боях на Северном Кавказе с августа по ноябрь 1942 года, уничтожив в ходе сражений пять танков, до двадцати автомашин, до двух батальонов пехоты противника.
Указом Президиума Верховного Совета СССР «О присвоении звания Героя Советского Союза начальствующего и рядового состава Красной Армии» от 13 декабря 1942 года за «образцовое выполнение боевых заданий командования на фронте борьбы с немецкими захватчиками и проявленные при этом отвагу и геройство» удостоен звания Героя Советского Союза с вручением ордена Ленина и медали «Золотая Звезда» за номером 704.
После войны А. З. Пирмисашвили продолжил службу в армии. В 1952 году окончил Высшую офицерскую артиллерийскую школу. В 1956 году в звании полковника уволился в запас.
Проживал в Тбилиси. Скончался 15 сентября 1986 года. Похоронен на Сабурталинском кладбище Тбилиси.

## Награды
- Медаль «Золотая Звезда»;
- орден Ленина;
- орден Красного Знамени;
- орден Отечественной войны 1-й степени;
- орден Красной Звезды;
- медали.